# 정명 (전한)
정명(丁明, ? ~ 1년)은 전한 말기의 군인이자 외척으로, 산양군 하구현(瑕丘縣) 사람이다. 학자 정관의 현손이자 애제의 생모 정도태후의 오라비로, 외척으로서 권세를 누렸다.

## 생애
수화 2년(기원전 7년), 양안후(陽安侯)에 봉해졌다.
건평 2년(기원전 5년)에 대사마위장군이 되었고, 3년 후 대사마표기장군이 되었으나 같은 해에 면직되었다.
애제가 붕어하고, 정권을 잡은 왕망은 외척 정씨·부(傅)씨의 악행을 들추어내어 모두 파면하고 고향으로 돌려보냈다. 이때 정명은 왕망의 손에 죽었다.

## 출전
- 반고, 《한서》 권10 성제기·권11 애제기·권18 외척은택후표·권19하 백관공경표 下·권97하 외척전 下

| 전임 부희 | 전한의 대사마 기원전 5년 2월 정축일 ~ 기원전 2년 9월 | 후임 부안 |

| 선대 (첫 봉건) | 전한의 양안후 기원전 7년 4월 임인일 ~ 기원후 1년 | 후대 (봉국 폐지) |